# Horní Štěpánov

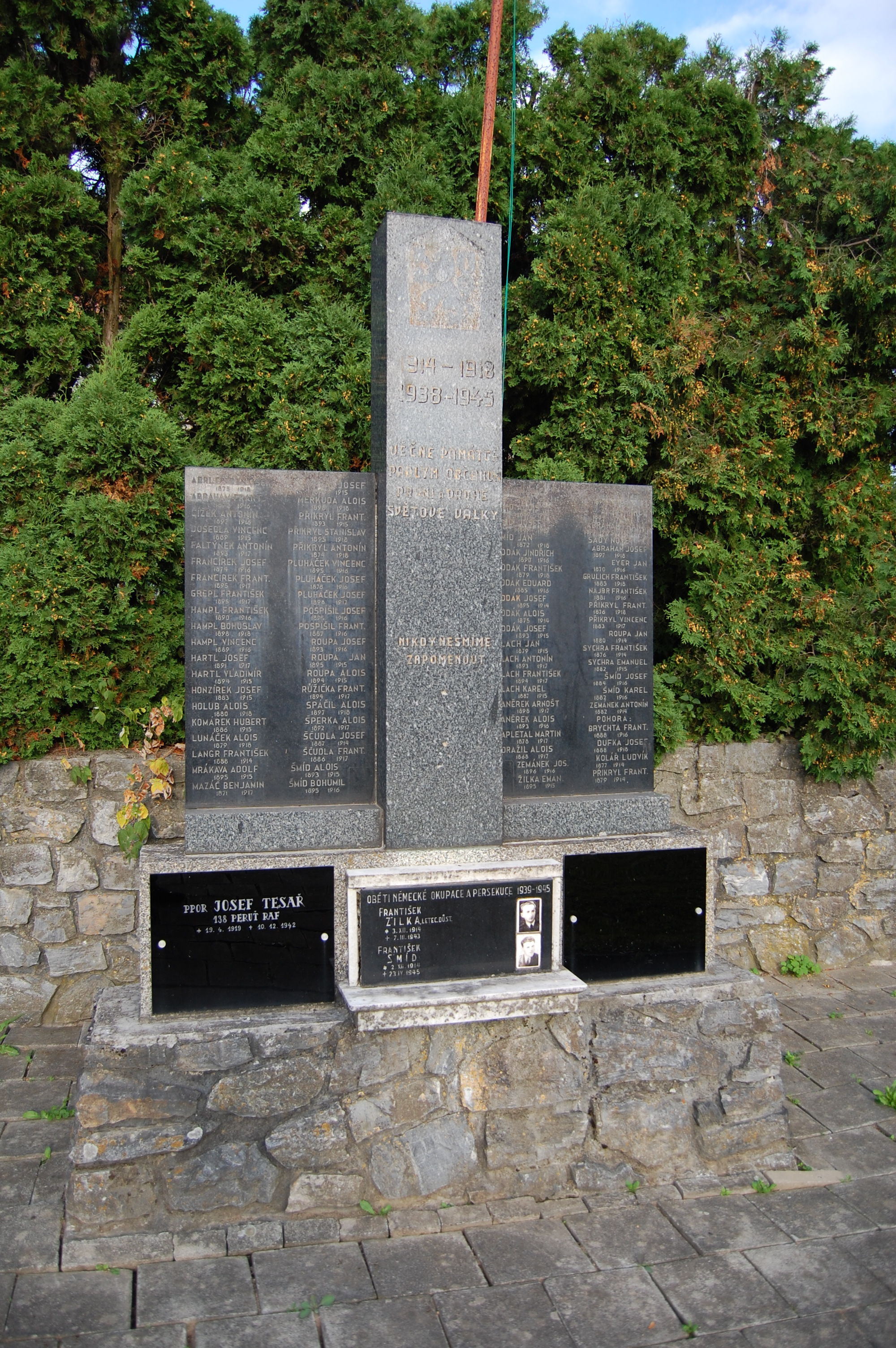
Gedenkstätte für die Opfer der Weltkriege in Stepanov

Horní Štěpánov (deutsch Stefansdorf) ist eine tschechische Gemeinde im Okres Prostějov (Bezirk Proßnitz) in der Region Olmütz. Horní Štěpánov hat eine Fläche von 20 km². In der Gemeinde leben 945 Menschen (Stand: 1. Januar 2014).

## Lage
Horní Štěpánov liegt etwa 25 Kilometer westlich von Prostějov und 34 km westlich von Olomouc. Nach Prag sind es 181 km nach Westen. Der Ort befindet sich in der Mitte eines Dreiecks der Landesstraßen 366 (sieben km nach Nordosten), 373 (drei km nach Süden) und 374 (vier km nach Westen).

## Geschichte
Die erste schriftliche Erwähnung des Dorfes stammt aus dem Jahr 1275. Bis 1948 gehörte der Ort zum Amtsgericht Jevíčko, danach zum Bezirk Mährisch Trübau bis 1960 und anschließend zum Bezirk Boskovice. Jetzt ist er dem Bezirk Prostejov in der Region Olomouc verbunden.

## Sehenswürdigkeiten
- Pfarrkirche St. Laurentius
- Windmühle auf dem Hügel
- Kreuz an der Kirche